# Center Township (comté de Pottawattamie, Iowa)
Center Township est un township du comté de Pottawattamie en Iowa, aux États-Unis,.
Il est fondé en 1856.

## Source de la traduction
- (en) Cet article est partiellement ou en totalité issu de l’article de Wikipédia en anglais intitulé « Center Township, Pottawattamie County, Iowa » (voir la liste des auteurs).